# Phalloscardia semiumbrata
Phalloscardia semiumbrata är en fjärilsart som beskrevs av Edward Meyrick 1920. Phalloscardia semiumbrata ingår i släktet Phalloscardia och familjen äkta malar.
Artens utbredningsområde är Kenya. Inga underarter finns listade i Catalogue of Life.